# Выборы в Европейский парламент в Словакии (2014)
Выборы в Европейский парламент в Словакии прошли 24 мая 2014 года. На выборах избрана словацкая делегация, состоящая из 13 депутатов. Это третьи выборы в Европарламент в стране.
По сравнению с предыдущими европейскими выборами 2009 года в результате подписания Лиссабонского договора в декабре 2009 года делегация Словакии не изменилась и сохранила 13 мест Европарламента.
- СМЕР — 135 089 голосов; 24,09 %; 4 места
- Христианско-демократическое движение — 74 108 голосов; 13,21 %; 2 места
- Демократический и христианский союз — 43 467 голосов; 7,75 %; 2 места
- Обыкновенные люди — 41 829 голосов; 7,46 % 1 место
- Свобода и солидарность — 37 376 голосов; 1 место
- Партия венгерского сообщества — 36 629 голосов; 6,53 %; 1 место
- Мост — 32 708; 5,83 %; 1 место